# Лиси (озеро)
Ли́си (груз. ლისის ტბა) — небольшое озеро в Грузии, располагается в долине реки Кура немного западнее Тбилиси. Имеет размеры 800 на 550 м. Озеро окружает каменистый степной ландшафт с немногочисленной растительностью. Высота над уровнем моря — 624 м.
В 2007 году озеро было продано правительством Грузии с аукциона грузинской компании GRDC Group за 182 миллиона долларов. План развития территории предусматривает строительство туристическо-оздоровительного комплекса.

## Фауна
Озеро Лиси является прибежищем для различных типов водоплавающих птиц — кряквы и других видов уток, серой цапли, малой выпи и поганковых. Среди хищных птиц, обитающих на озере — болотный лунь, малый подорлик, обыкновенный канюк и чеглок.

## Климат
Климат озера тёплый, средиземноморский. Среднегодовая норма осадков составляет примерно 400 мм, число сильно дождливых дней в году не превышает 30. В течение 10-20 дней озеро покрыто льдом. Средняя температура воды изменяется от 0 градусов Цельсия в январе до 23 в июле. Максимальная зафиксированная температура составляет 37 °C.